# Morderca gejów z Łodzi
Morderca gejów z Łodzi lub Morderca z pikiety – niezidentyfikowany seryjny morderca, który działał na terenie Łodzi w latach 1988–1993. Zamordował 7 mężczyzn – wszystkie ofiary były homoseksualne. Jest to największa niewyjaśniona seria morderstw w historii polskiej kryminalistyki.

## Okoliczności zbrodni

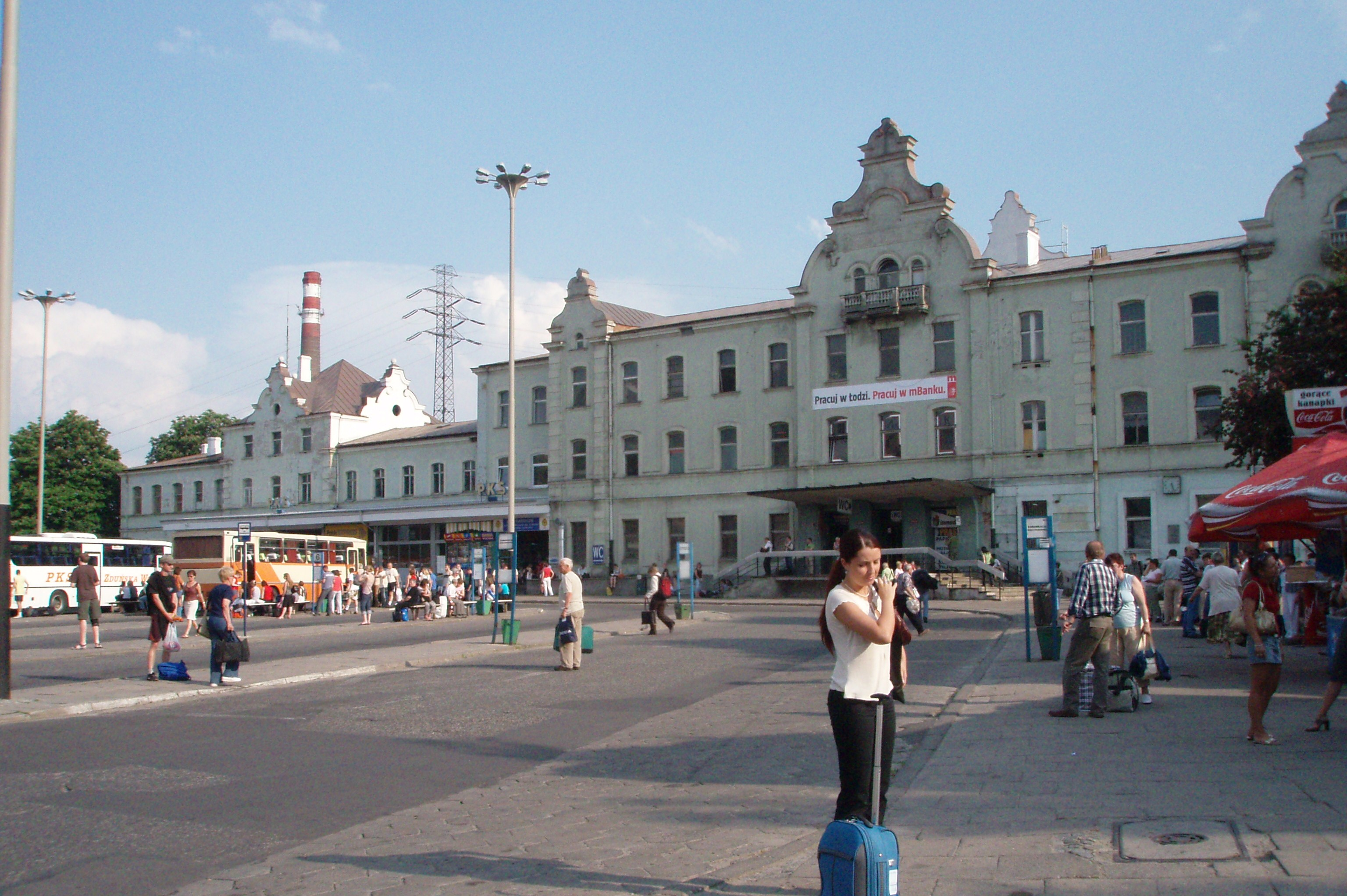
Dworzec Łódź Fabryczna przed przebudową (zdjęcie z 2007 roku)

W latach 1988–1993 w Łodzi doszło do serii morderstw na mężczyznach. Wszystkie ofiary łączyło to, że były osobami homoseksualnymi, zginęły we własnych mieszkaniach (z wyjątkiem Jakuba M.) i tuż po stosunku seksualnym lub w jego trakcie. Z mieszkań zamordowanych mężczyzn sprawca skradł m.in.: telewizory, magnetowidy, biżuterię, gotówkę oraz inne przedmioty. Ofiary ginęły przez uduszenie, od ciosów nożem lub skatowane na śmierć. Morderstwa nie były przygotowywane, gdyż narzędziami zbrodni były przedmioty pochodzące z mieszkań ofiar.
Na przełomie lat 80. i 90. XX wieku w większych miastach polscy homoseksualiści spotykali się na tzw. pikietach. Były to miejsca, w których nawiązywali oni nowe kontakty towarzyskie. W Łodzi pikiety znajdowały się na dworcu Fabrycznym, w parku im. Stanisława Moniuszki, znajdującym się nieopodal dworca oraz na placu Henryka Dąbrowskiego. To właśnie na pikiecie, głównie tej na dworcu, w większości przypadków zamordowani byli widziani żywi po raz ostatni. Wówczas widziany był w ich towarzystwie młody mężczyzna.

## Ofiary
Ofiary seryjnego mordercy oraz okoliczności ich śmierci:
1. Stefan W. (lat 37) – zamordowany 19 czerwca 1988 roku – zwłoki odnaleziono 27 czerwca w jego mieszkaniu przy ul. Grabowej 16; sprawca skrępował ofiarę przewodem, a następnie zadźgał nożem, który odnaleziono na miejscu zbrodni.
2. Jacek C. (lat 40) – zamordowany 30 lipca 1989 roku – zwłoki odnaleziono 4 sierpnia w jego mieszkaniu przy ul. Ernsta Thalmanna 2 (obecnie aleja ks. kard. Stefana Wyszyńskiego); sprawca skrępował ofiarę sznurkiem i paskiem od spodni; ofiara udusiła się ścierką, którą wepchnięto jej do ust
3. Bogdan Juszczyk (lat 50) – zamordowany 22 listopada 1989 roku – zwłoki odnaleziono w jego mieszkaniu przy ul. Łanowej 87; zadźgany nożem podczas stosunku seksualnego.
4. Andrzej S. (lat 41) – zamordowany 25 lutego 1990 roku – zwłoki odnaleziono 5 marca w jego mieszkaniu przy ul. Gładkiej 13/15; zadźgany nożem.
5. Jakub M. (lat 41) – zamordowany 31 lipca 1990 roku – zwłoki odnaleziono tego samego dnia w lesie, na terenie Głowna; uduszony gołymi rękoma.
6. Jan D. (lat 48) – zamordowany 20 lutego 1992 roku – zwłoki odnaleziono tego samego dnia w jego domu na osiedlu Łagiewniki; zatłuczony na śmierć.
7. Kazimierz K. (lat 62) – zamordowany 11 lipca 1993 roku – zwłoki odnaleziono następnego dnia w jego mieszkaniu przy ul. Konstytucyjnej 5; sprawca skatował ofiarę, a następnie udusił.

## Sprawca
Śledztwo w sprawie morderstw było trudne, gdyż środowisko łódzkich homoseksualistów było hermetyczne. Kryminolodzy podejrzewali, iż sprawca nienawidzi swojej orientacji seksualnej lub został skrzywdzony przez homoseksualistę. Morderca był kilkukrotnie widziany, gdy opuszczał mieszkania ofiar. Powstały portrety pamięciowe. Mężczyzna miał powyżej 20 lat i był blondynem o krępej budowie ciała.
Po ostatnim morderstwie, popełnionym w lipcu 1993 roku, pojawił się ważny świadek. Był nim homoseksualista, który odbył stosunek seksualny z młodym mężczyzną o imieniu Roman. Świadek spotkał się z Romanem następnego dnia, po czym razem udali się do mieszkania Kazimierza K. Gdy wszyscy goście wyszli, w mieszkaniu pozostał gospodarz oraz Roman. Następnego dnia Kazimierz K. został odnaleziony martwy. Świadek, który przyprowadził Romana do domu ofiary zeznał, iż ten dużo opowiedział mu o sobie. Młodzieniec miał stwierdzić, że zgwałcił go wychowawca z poprawczaka, gdy miał 15 lat. Miał pracować w zakładach przemysłu bawełnianego Eskimo oraz mieszkać z matką w rejonie ulicy Rzgowskiej. Miał 27 lat, 178 cm wzrostu, oczy piwne, ciemnoblond włosy czesane na bok. Znakami szczególnymi były tatuaże: kropka przy lewym oku, kropka na krtani oraz litery na palcach lewej dłoni.
Pomimo uzyskania powyższych danych, policja nie odnalazła mordercy. Śledczy podejrzewają, że nie żyje. Wynika to z faktu, iż świadek, który miał kontakt z tajemniczym Romanem, zmarł na AIDS kilka miesięcy później. Możliwe, że morderca również był zarażony i zmarł niedługo później, co mogłoby tłumaczyć nagłe ustanie serii morderstw.

## Pokłosie
W 2007 roku sprawą serii morderstw zajęli się policjanci z łódzkiego Archiwum X.